# Aphycus nassaui
Aphycus nassaui är en stekelart som beskrevs av Girault 1932. Aphycus nassaui ingår i släktet Aphycus och familjen sköldlussteklar. Inga underarter finns listade i Catalogue of Life.